# Rhynchozoon quadrispinatum
Rhynchozoon quadrispinatum is een mosdiertjessoort uit de familie van de Phidoloporidae. De wetenschappelijke naam van de soort is voor het eerst geldig gepubliceerd in 1988 door Zabala & Maluquer.